# Elisabeth von Montfort-Bregenz

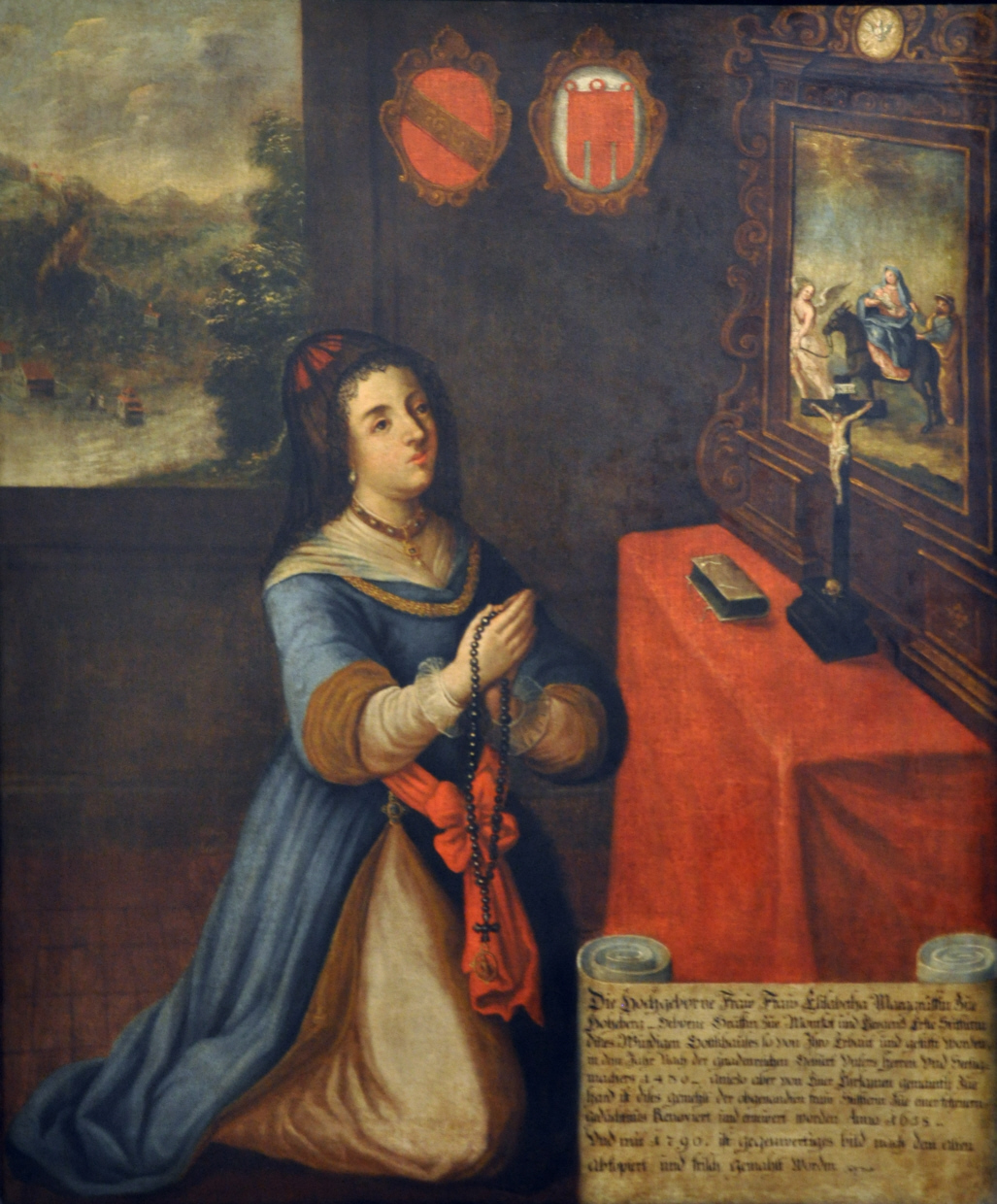
Elisabeth Markgräfin von Hochberg, geborene von Montfort, Frau zu Bregenz.
Nicht-zeitgenössische und fälschliche Darstellung als Stifterin der Kirche Hard.
(Öl auf Leinwand, 1790, vorarlberg museum)

Elisabeth von Montfort-Bregenz (* wohl in den  1390er-Jahren in Bregenz; † 7. Juni 1457 oder 1458 in Konstanz) war als einziges Kind des Grafen Wilhelm VII. aus der Linie Montfort-Tettnang-Bregenz und dessen Frau Kunigunde von Toggenburg die Erbin der älteren (halben) Herrschaft Bregenz und der Herrschaft Hohenegg.

## Leben
Elisabeth von Montfort-Bregenz wurde um 1411 mit dem Grafen Eberhard von Nellenburg verheiratet, mit dem sie die 1413 geborene Tochter Kunigunde hatte. 1422 starb ihr Mann, worauf sie bald darauf (um 1425) in zweiter Ehe den Markgrafen Wilhelm von Hachberg (Hochberg) heiratete. Mit diesem hatte sie ebenfalls eine Tochter (Ursula) und vermutlich die beiden Söhne Rudolf und Hugo (starb jung).
Ende 1421 oder Anfang 1422 war auch ihr Vater gestorben. Dieser hatte Elisabeth zur Alleinerbin seiner Besitzungen erklärt, obwohl er auch mehrere Brüder besaß, die nach dem üblichen Erbrecht der Zeit eigentlich den Vorrang besessen hätten. Nach seinem Tod weigerte sich folglich Elisabeths Onkel Hugo XIV. (der Johannitermeister), die Erbfolge anzuerkennen, was einen knapp zwanzigjährigen Konflikt zur Folge hatte. Elisabeth verbündete sich mit Friedrich VII. von Toggenburg (ein Cousin ihrer Mutter) sowie dem Vogt Johann von Lupfen (mit dessen Sohn sie ihre ältere Tochter verlobte). Es gelang den dreien, die ganze Stadt Bregenz einzunehmen. Sie titulierte sich nun als Frau zu Bregenz und regierte als Landesherrin, so bestätigte sie etwa 1424 die Rechte der Bregenzer Untertanen. Der Erbstreit sollte vor dem kaiserlichen Landgericht auf der Leutkircher Heide vermittelt werden; da Elisabeth dort jedoch nicht erschien, wurde über sie die Reichsacht verhängt, aus der sie sich aber wieder lösen konnte.
Währenddessen kam es auch noch zum Zerwürfnis zwischen Elisabeth und ihrem Mann, da aufgrund von dessen verschwenderischen Lebensstils die Verpfändung ihrer Güter drohte. Nach Intervention von Elisabeths Verwandten versöhnte sich das Paar 1431 wieder. Wilhelm musste versichern, die Güter nicht ohne die Zustimmung seiner Frau zu verpfänden oder zu verkaufen, und erhielt im Gegenzug die Kontrolle über die halbe Herrschaft Bregenz. Dennoch lebte das Paar ab 1436 getrennt. Der Konflikt mit ihrem Onkel Hugo XIV. konnte schließlich auch 1440 versöhnlich beigelegt werden.
Bald darauf entschlossen sich Elisabeth und ihr Mann (der aufgrund anhaltender Finanzprobleme zur Abdankung gezwungen worden war) für den Verkauf der Besitzungen und schlossen 1444 mit dem Habsburger Siegmund von Österreich-Tirol eine entsprechende Vereinbarung. Da sie allerdings das gleiche Territorium auch noch 1448 an den Ehemann ihrer Tochter Ursula, den goldenen Ritter Jakob I. Truchsess von Waldburg-Trauchburg veräußerten, kam es zu weiteren Verwicklungen. Siegmund von Tirol konnte schließlich seinen Kaufanspruch durchsetzen, so dass am 12. Juli 1451 Hohenegg und halb Bregenz an die Habsburger verkauft wurden (Der andere Teil von Bregenz blieb bis 1523 bei den Montfortern und wurde dann ebenfalls an Habsburg verkauft).
In späten Jahren wandte Elisabeth sich, inspiriert durch den Wanderprediger Johannes Capistranus, dem religiösen Leben zu. Sie wurde im Konstanzer Münster begraben.
Die ältere Tochter Kunigunde († 1476) heiratete nach dem Tod ihres ersten Mannes Eberhard von Lupfen († 1448) den Freiherrn Johann I. von Schwarzenberg († 1460). Die jüngere Tochter Ursula († vor 1485) heiratete nach dem Tod des Jakob Truchsess von Waldburg-Trauchburg († 1460) in zweiter Ehe den entfernt verwandten Grafen Ulrich von Montfort aus der Linie Tettnang († 1495).